# Teatro alle Vigne
Il teatro alle Vigne è il principale teatro della città di Lodi. Originariamente si trattava di una chiesa, canonica dell'ordine degli Umiliati, ma nel 1570 passò ai padri barnabiti che lo convertirono in istituto superiore di teologia, morale e filosofia. Dopo numerosi cambiamenti di destinazione d'uso ed una radicale ristrutturazione, nel 1985 divenne sede del teatro; il suo primo direttore artistico fu Carlo Rivolta.
Il teatro consta di due sale: la Sala Grande (400 posti) e la Sala Carlo Rivolta (100 posti).

## Storia
In origine si trattava di una chiesa appartenente all'ordine religioso degli Umiliati (chiesa di San Giovanni e Ognissanti alle Vigne). Nel 1604, in seguito alla soppressione dell'ordine da parte di Papa Pio V, la struttura venne donata ai Barnabiti, i quali, su progetto dell'architetto Giovanni Ambrogio Mazenta, nel 1618 fecero apportare alcune modifiche secondo le esigenze di solennità della Controriforma: lo spazio interno fu trasformato in una grande aula e il presbiterio venne reso ben visibile da tutti. La chiesa fu quindi consacrata nel 1627, anche se i lavori continuarono fino al 1693, per poi riprendere nuovamente in periodo austriaco (1731-1734) quando furono rifatte le volte, il pavimento e la sagrestia. Negli anni successivi la chiesa divenne sempre più ricca e sfarzosa grazie all'installazione delle campane (1752) ed una serie di arredi e tappezzerie; tuttavia nel 1810, sul finire dell'epoca napoleonica, l'ordine fu sciolto e la chiesa, spogliata di tutti gli ornamenti, divenne prima deposito di granaglie, ed in seguito (1874) palestra. Le operazioni di recupero iniziarono nel 1976, ma l'attività teatrale ebbe inizio solo nel 1985.
Lodi era rimasta senza un vero teatro dal 1939, quando era stato abbattuto il vecchio Teatro Sociale (poi "G. Verdi" a inizio Novecento), eretto nel 1788 su progetto dell'architetto Segre', ed erede del "Salone di città" (che era stato inaugurato  nel Seicento all'interno del municipio e bruciato nel 1787), perché ormai poco utilizzato e non in grado di rivaleggiare con i teatri delle città vicine, in primis Milano dove molte ricche famiglie di Lodi si recavano.